# Kapelle-op-den-Bos
Kapelle-op-den-Bos (nederländskt uttal: [kaːˌpɛlə ʔɔb dɛm ˈbɔs], franska: Capelle-au-Bois) är en kommun i provinsen Flamländska Brabant i regionen Flandern i Belgien. Kommunen hade 9 413 invånare (2019).